# 마다가스카르따오기
마다가스카르따오기(Madagascar ibis)는 중간 크기 (약 50cm 길이)의 갈색 깃털을 가진 따오기아과의 한 종이다. 털은 붉은 안와 피부, 노란 부리, 붉은 다리, 흰 날개를 가지고 있으며 머리는 부분적으로 녹색 또는 광택이 나는 파란색과 흰색 깃털로 빽빽한 볏이 있다. 마다가스카르따오기는 마다가스카르따오기속의 유일한 종이다.

## 묘사
마다가스카르따오기는 길이가 50cm로 마다가스카르 숲에서 가장 큰 새 중 하나이다. 머리는 검은색이고 윗부분은 붉은 갈색이다. 턱, 목, 목구멍, 그리고 아랫부분은 짙은 갈색이고 날개는 대체로 흰색이다. 얼굴의 일부는 벌거벗고 붉으며, 눈 주위를 포함하고 있으며, 머리와 목 뒤에는 금속 광택이 있는 검은색 긴 깃털이 있다.
마다가스카르따오기는 갈색이고, 매우 긴 부리는 뿔색이며, 다리와 발은 빨간색이다.

## 분포 및 서식지
마다가스카르따오기는 해발 최대 2,000m의 마다가스카르의 삼림지대와 숲에 고유한 종으로, 섬 북동부의 습한 숲과 서쪽과 남쪽의 건조한 숲을 포함한 1차 및 2차 숲 모두에서 발견된다.

## 생태학
먹이는 주로 곤충, 거미, 개구리, 파충류, 달팽이, 무척추동물로 구성되어 있다. 암컷은 보통 나뭇가지와 가지로 만든 플랫폼 둥지에서 세 개의 알을 낳는다.